# الانتخابات الرئاسية في جمهورية الدومينيكان 2008
الانتخابات الرئاسية في جمهورية الدومينيكان 2008 هي انتخابات رئاسية جرت في 2008، في جمهورية الدومينيكان، لانتخاب رئيس جمهورية الدومينيكان.
فاز بالانتخابات ليونيل فرناندز.